# Josip Katalinski
Josip "Skija" Katalinski (Sarajevo, RFS de Yugoslavia, 12 de mayo de 1948 - Sarajevo, Bosnia y Herzegovina, 9 de junio de 2011), fue un futbolista bosnio, considerado uno de los mejores de la extinta Yugoslavia.

## Clubes
| Club                    | País       | Año         | Partidos | Goles |
| FK Željezničar Sarajevo | Yugoslavia | 1965 - 1975 | 230      | 32    |
| OGC Niza                | Francia    | 1975 - 1978 | 103      | 28    |

- Datos: Q2006897
- Multimedia: Josip Katalinski / Q2006897